# Cai Lậy (phường)
Cai Lậy là một phường thuộc tỉnh Đồng Tháp, Việt Nam.

## Địa lý
Phường Cai Lậy có vị trí địa lý:
- Phía đông giáp phường Nhị Quý.
- Phía tây giáp phường Thanh Hòa và xã Bình Phú.
- Phía nam giáp xã Long Tiên.
- Phía bắc giáp phường Mỹ Phước Tây

Phường Cai Lậy có diện tích 25,52 km², dân số năm 2025 là 34.117 người, mật độ dân số đạt 1.336 người/km².

## Lịch sử
Ngày 16 tháng 6 năm 2025, Ủy ban Thường vụ Quốc hội ban hành Nghị quyết số 1663/NQ-UBTVQH15 về việc sắp xếp các đơn vị hành chính cấp xã của tỉnh Đồng Tháp năm 2025. Theo đó, sắp xếp toàn bộ diện tích tự nhiên, quy mô dân số của Phường 4, Phường 5 (thị xã Cai Lậy) và xã Long Khánh thành phường mới có tên gọi là phường Cai Lậy.
Sau khi sáp nhập, phường Cai Lậy có 25,52 km² diện tích tự nhiên và dân số 34.117 người.